# Mil Mi-10
Mil Mi-10 (kód NATO "Harke") byl sovětský těžký přepravní a montážní vrtulník z počátku 60. let 20. století. První prototyp stroje vzlétl 15. června 1960, sériová výroba začala v roce 1964. Konstrukčně vycházel z těžkého transportního typu Mil Mi-6.
Stroje byly na svou dobu vybaveny kvalitním navigačním vybavením, které jim dovolovalo činnost i v obtížných meteorologických podmínkách. Ovládání nákladního jeřábu usnadňovaly televizní kamery a obrazovka umístěná na přístrojové desce pilota. Vrtulníky byly používány k přepravě různých ocelových konstrukcí, potrubních součástí a dokonce i motorových záchranných člunů nebo lehkých montovaných domků pro dělníky na stavbách v neosídlených oblastech Sovětského svazu.

## Vývoj

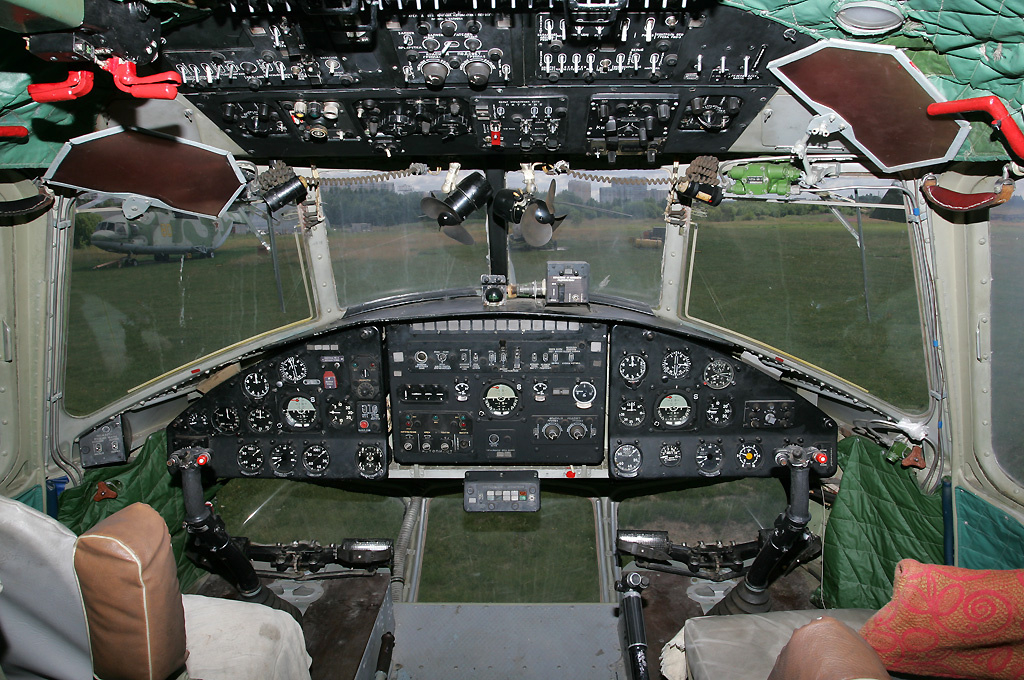
Pilotní kabina Mil Mi-10.

Po úspěších předchozích strojů Mi-4 a zejména Mi-6 byla v roce 1958 pověřena Milova OKB vývojem specializovaného „létajícího jeřábu“, jenž by byl schopen přepravy rozměrného nákladu vážícího až 15 000 kg. Náklad o hmotnosti 12 000 kg měl vrtulník dle požadavků dopravit na vzdálenost 250 km. Helikoptéry v roli létajícího jeřábu nacházely uplatnění v sovětském hospodářství, neboť odváděly neocenitelnou práci při složitých montážních operacích. Milův typ V-10 konstrukčně vycházel z Mi-6, od něhož převzal hlavní i ocasní rotor, turbohřídelové motory Solovjov D-25V, transmise, reduktor a další systémy. Měl vysoký čtyřbodový podvozek s velkým rozchodem, k němuž byla připevněna nákladová plošina. Na té mohl stroj přepravovat vojenskou (nebo i civilní) techniku, např. mobilní odpalovací zařízení raketových systémů. První ze dvou letových prototypů V-10 byl dokončen v roce 1959, zkušební let proběhl 15. června 1960. V květnu 1962 byl však zničen při havárii zaviněné poruchou olejového čerpadla reduktoru. Souběžně probíhaly testy na neletovém prototypu. Třetí prototyp (druhý letový) měl již zdvojená kola na všech podvozkových nohách a nově také výsuvný nouzový výstup z pilotní kabiny. Obě tyto inovace byly zahrnuty i do pozdějších sériových strojů.
V červenci 1961 se druhý prototyp objevil na veřejné letecké přehlídce v Tušinu. 23. září 1961 zvedl náklad o hmotnosti 15 103 kg do výše 2 326 m, což byl světový rekord v nosnosti. Poté proběhly ještě některé úpravy (instalace nových listů hlavního rotoru, nový podvozek s krytými vzpěrami, řešení životnosti pohonných jednotek a reduktoru). Následovaly státní zkoušky v r. 1964. I když bylo rozhodnuto o výrobě v Rostově na Donu (závod č. 168) již v roce 1961, armáda ztratila zájem o jeho hlavní roli - přepravu taktických raketových kompletů. Sériová výroba se v Rostově na Donu rozeběhla po státních zkouškách v roce 1964, první sériový stroj vzlétl v září téhož roku. Přednost ve výrobě dostával typ Mi-6 (jenž měl širší uplatnění), přesto se zkonstruovalo celkem 40 strojů Mi-10. Pro civilní leteckou společnost Aeroflot se vyrobilo v Rostově 15 ks verze Mi-10K (v kódu NATO Harke B), která měla snížený podvozek bez nákladové plošiny a navíc prosklenou kabinu operátora pod přídí trupu. Dva další stroje Mi-10K byly upraveny z verze Mi-10. Kvůli ztrátě zájmu o transport raketových systémů se Mi-10 stal prakticky neupotřebitelným, proto bylo 20 ks předěláno na verzi Mi-10PP pro vedení radioelektronického boje.

## Verze vrtulníku

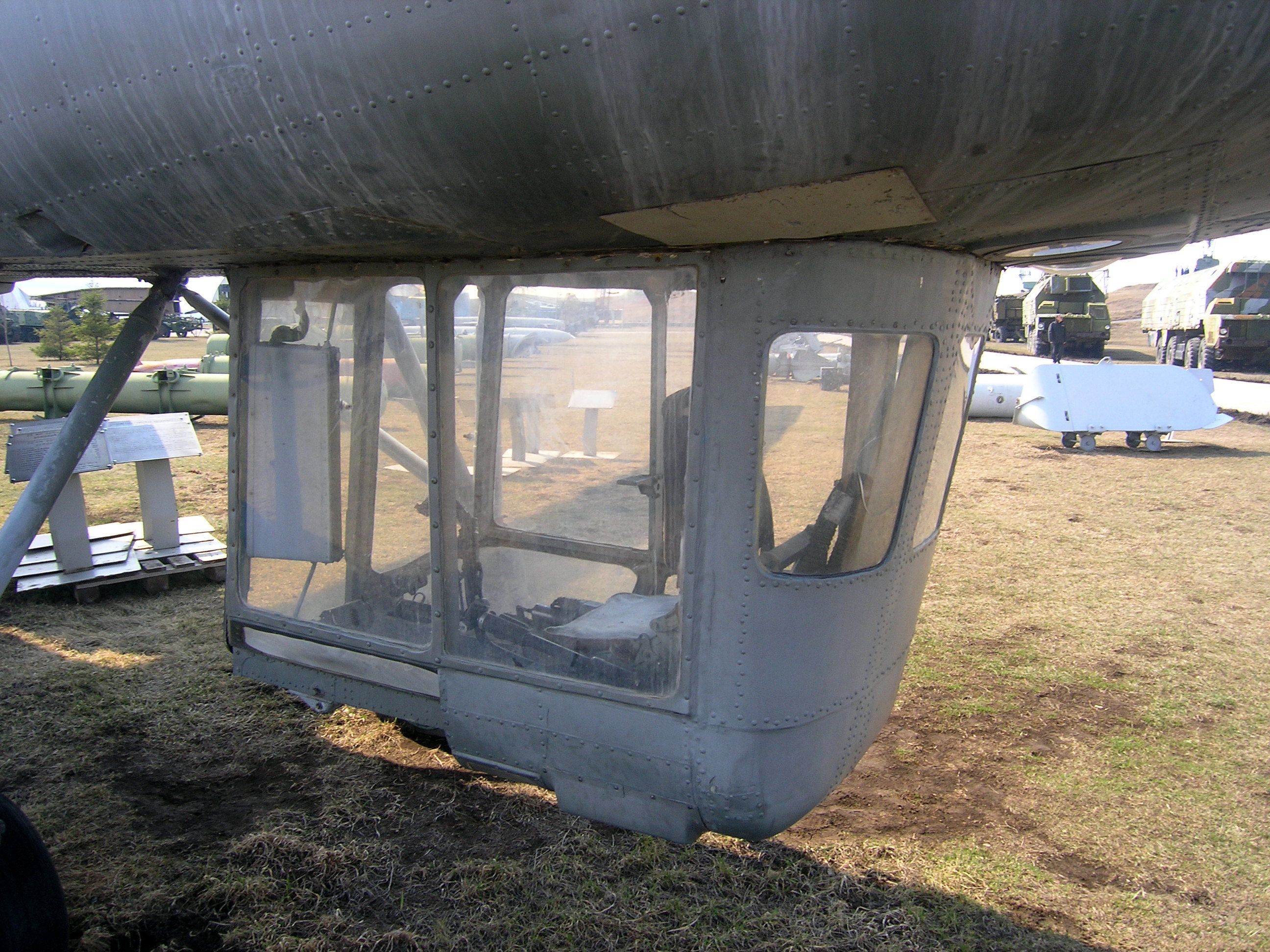
Prosklená kabina pod trupem Mil Mi-10K.

V-10
Prototyp, vyrobeny 3 ks (2 letové a 1 neletový). Jeden z prototypů zničen při havárii.
Mi-10 („Harke A“)
Základní verze vrtulníku, v letech 1964–1969 vyrobeno 40 ks.
Mi-10GR
Speciální úprava Mi-10 s kompletem Grebešok pro vedení radiotechnického průzkumu. 1 ks.
Mi-10K („Harke B“)
Verze měla značně nižší jednoduchý podvozek a jeřábová kabina byla umístěná mezi nohama předního podvozku pod pilotní kabinou. Nosnost jeřábového zařízení se díky odlehčení zvýšila z původních 8 000 kg na 11 000 kg. Vyrobeno 15 ks, 2 kusy byly navíc přestavěny z verze Mi-10.
Mi-10PP
Verze používaná pro radioelektronický boj. Nese kontejner CT-9000 Step se 3 aktivními rušiči typu Buket (ruší činnost radarů protivzdušné obrany), 8 aktivními rušiči typu Fazol (pro vytváření klamných radarových signálů) a chladicím zařízením. Na tuto verzi bylo přestavěno 20 kusů Mi-10 ze stavu sovětského letectva.
Mi-10R
Upravená verze Mi-10 pro rekordní lety. Měla maximálně odlehčený trup, nižší a pouze tříbodový kapotovaný podvozek z typu Mi-6. 1 ks.
Mi-10RVK
Modifikovaný kus Mi-10 na protizemní vrtulníkový raketový komplet typu 9K74. Na závěsníku nesl mobilní odpalovací zařízení typu 9P116 naváděné okřídlené protizemní střely S-5V s dosahem 200 km.
Mi-10UPL
Speciální úprava Mi-10 s podtrupovým závěsem pro mobilní přívěs s geologickou laboratoří, ta se využívala pro vyhledávání nových nalezišť nerostů. Na tuto verzi byl upraven druhý letový prototyp V-10.

## Uživatelé

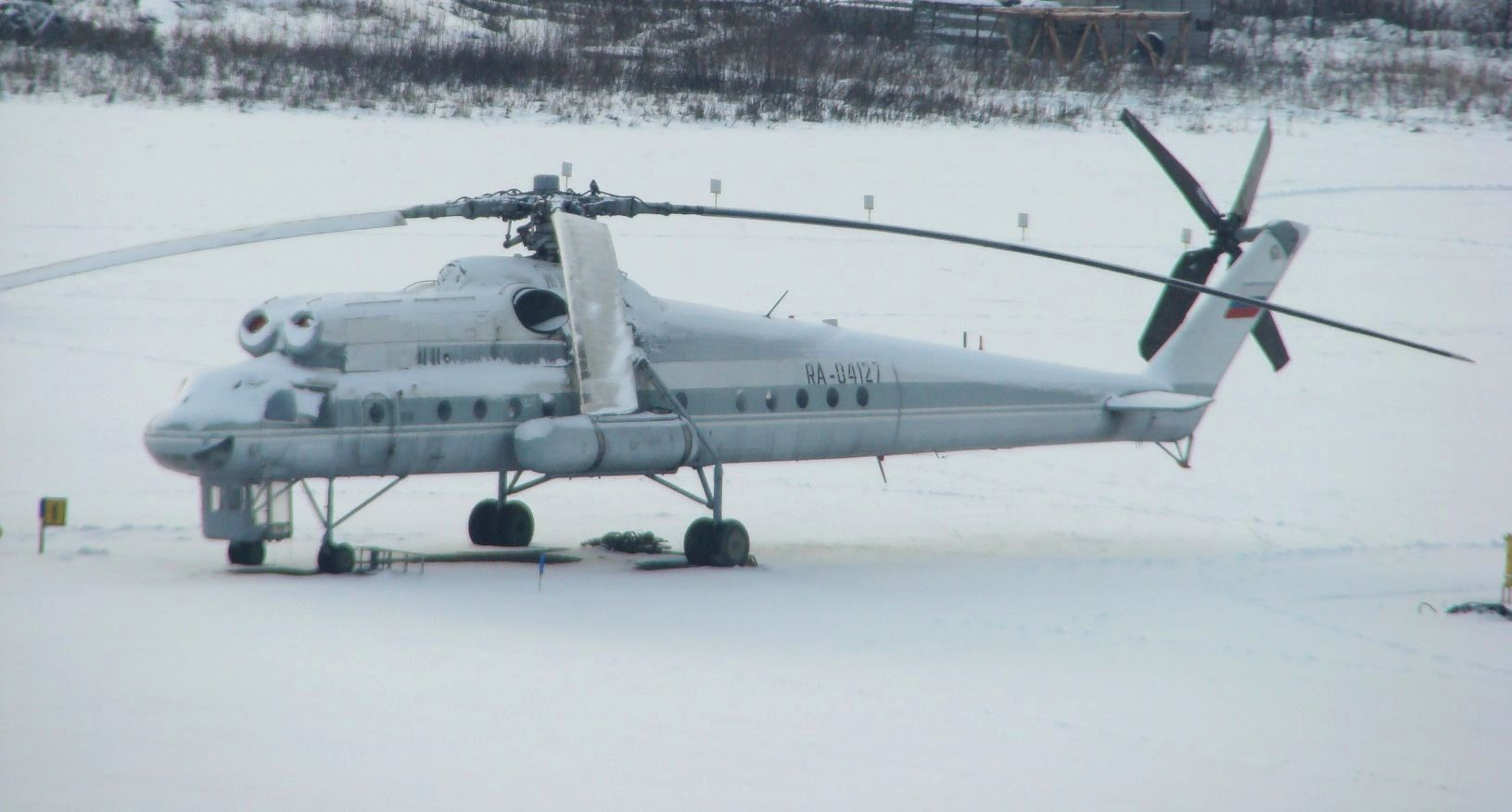
Mil Mi-10K.

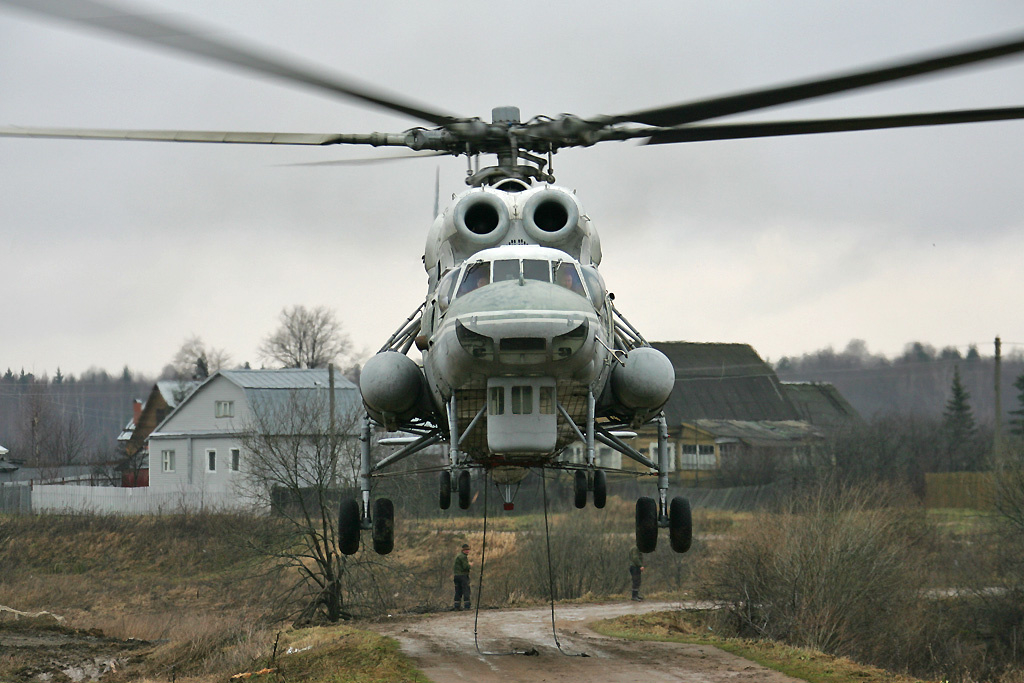
Mil Mi-10K vzlétá.

### Vojenští uživatelé
SSSR
- VVS SSSR

### Civilní uživatelé
SSSR
- Aeroflot

 Rusko
- Komiavia
- UTair

 Nizozemsko
- 1 Mi-10 koupen v roce 1966, později prodán do USA.

 Rumunsko
- Rent Helicopters

 USA
- 1 Mi-10 koupen z Nizozemska.

## Specifikace (Mi-10)

### Technické údaje
- Pohon: 2× turbohřídelové motory Solovjov D-25V; 4 100 kW každý
- Délka:[pozn. 1] 32,85 m
- Výška:[pozn. 2] 9,90 m
- Průměr nosného rotoru: 35,00 m
- Průměr ocasního rotoru: 6,30 m
- Rotorová plocha: 962 m²
- Prázdná hmotnost:[pozn. 3] 27 100 kg
- Maximální vzletová hmotnost: 43 700 kg
- Posádka: 3 (pilot, druhý pilot, palubní mechanik)
- Kapacita:
  - 28 pasažérů nebo
  - náklad do hmotnosti 15 000 kg na nákladové plošině nebo
  - náklad do hmotnosti 8 000 kg v podvěsu

### Výkony
- Maximální rychlost: 235 km/h
- Cestovní rychlost: 200 km/h
- Dolet: 430 km
- Dostup: 3 000 m

## Fotogalerie

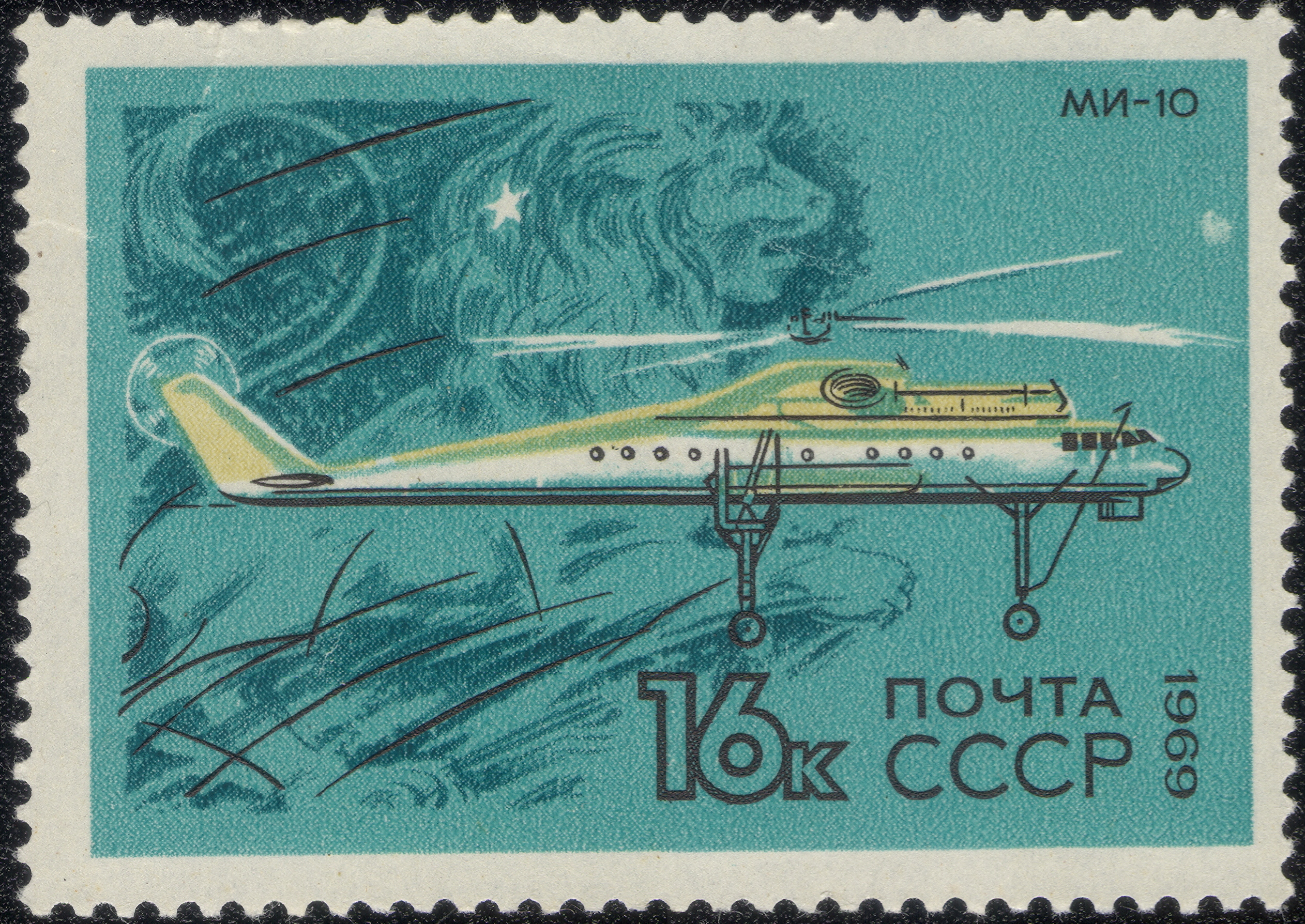
Mil Mi-10 na poštovní známce SSSR.

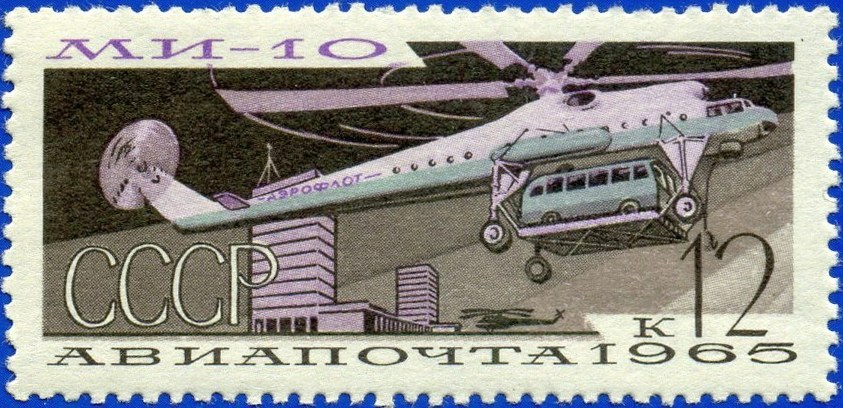
Mil Mi-10 na poštovní známce SSSR.

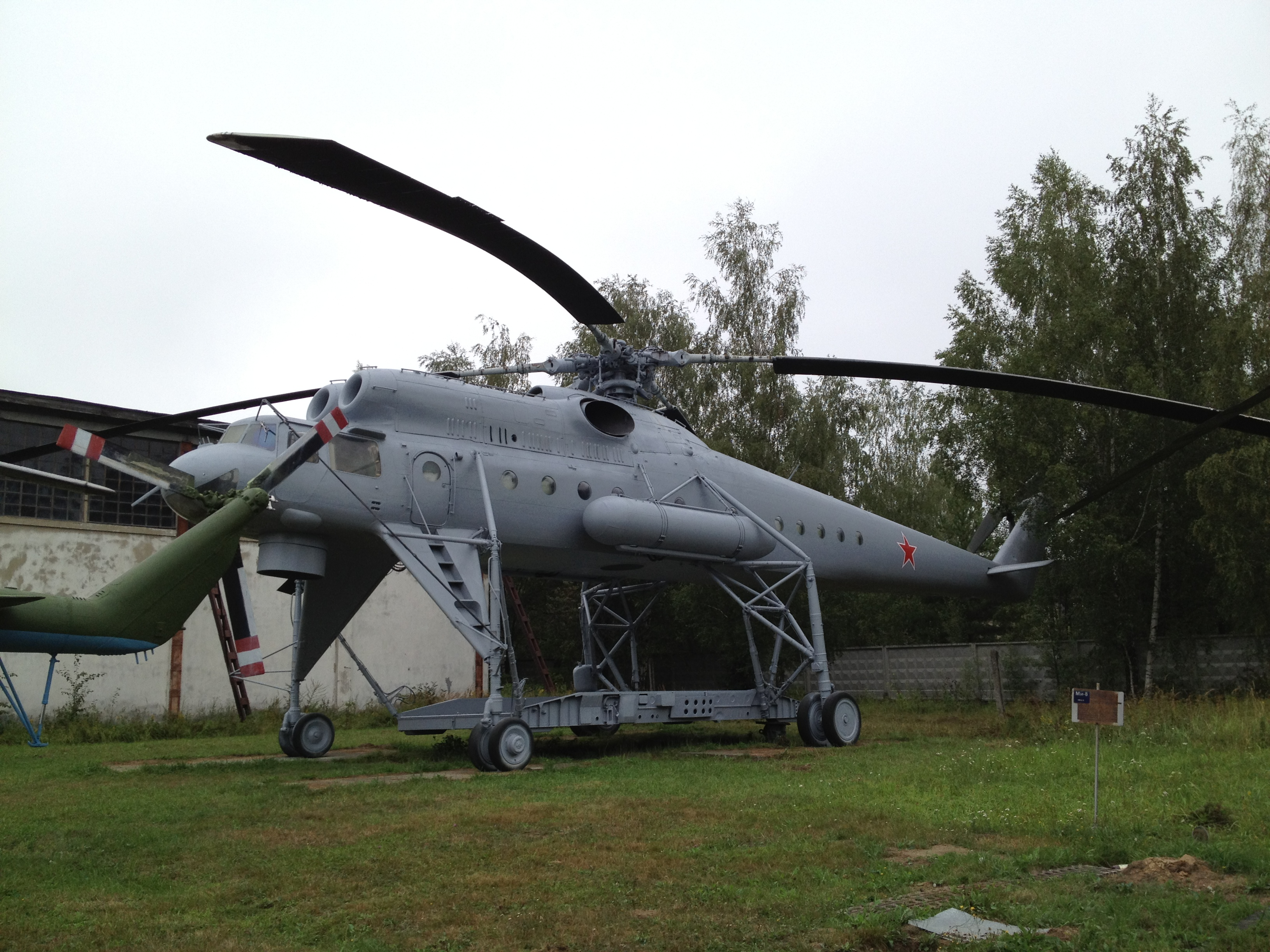
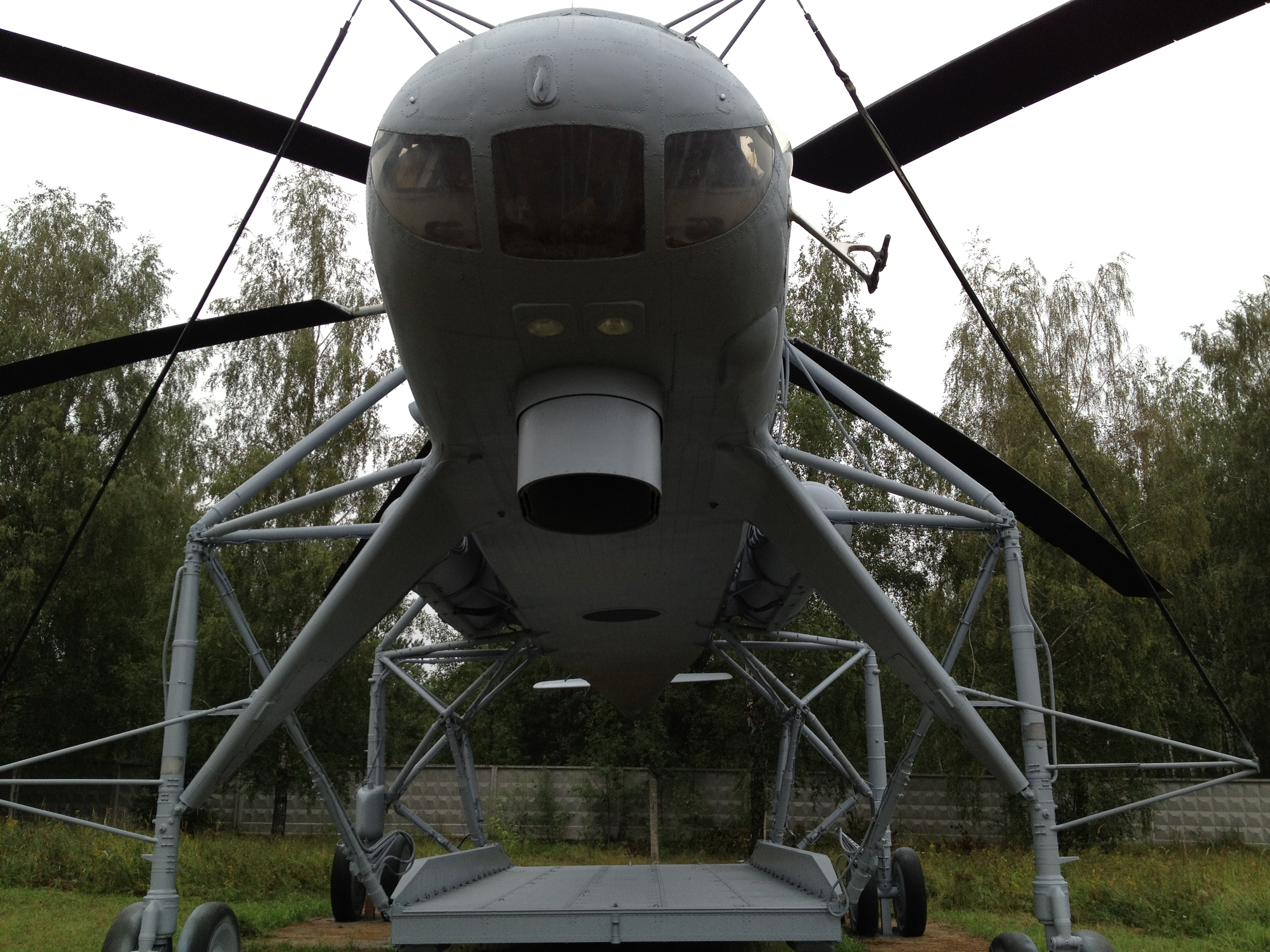
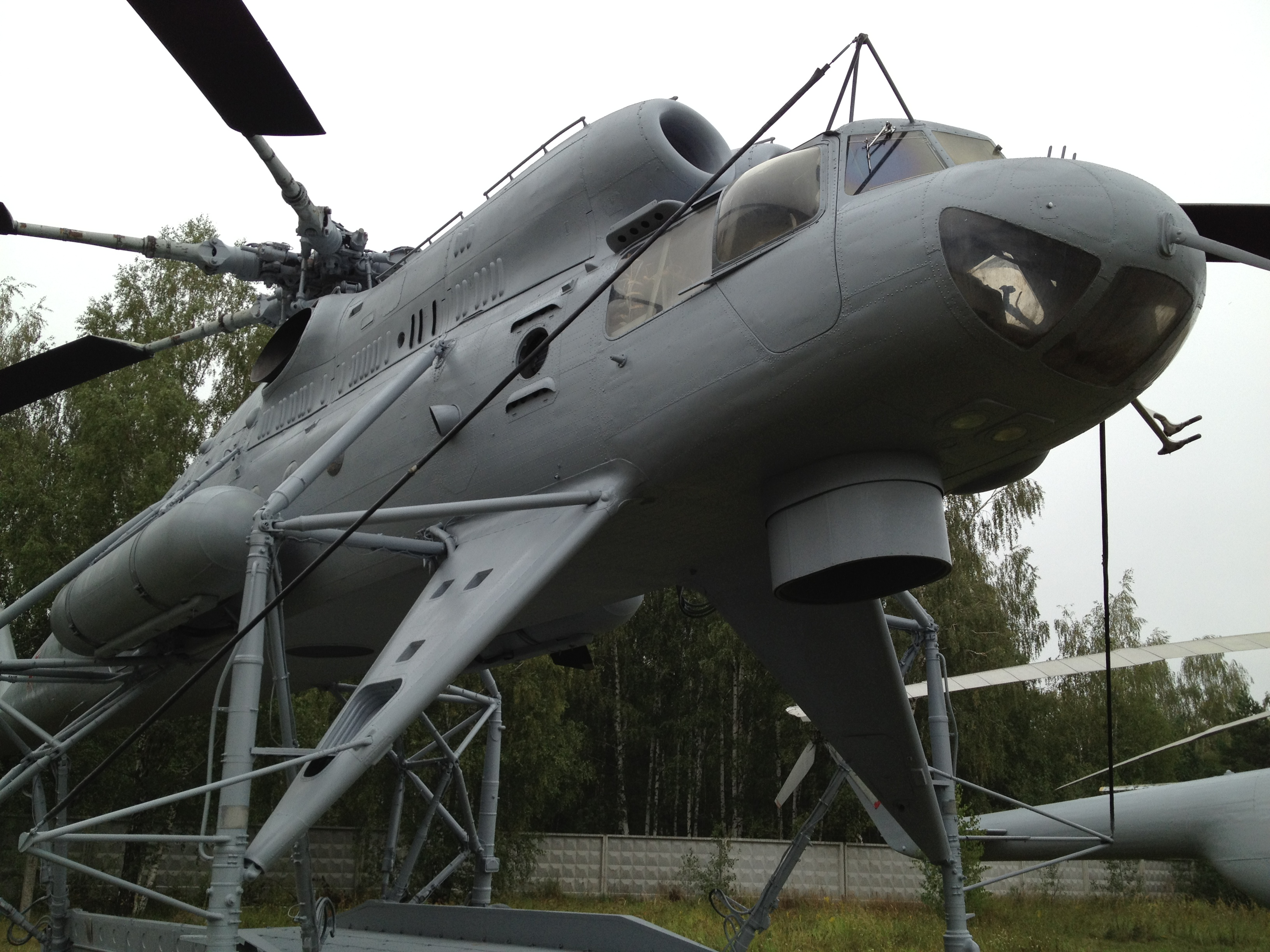

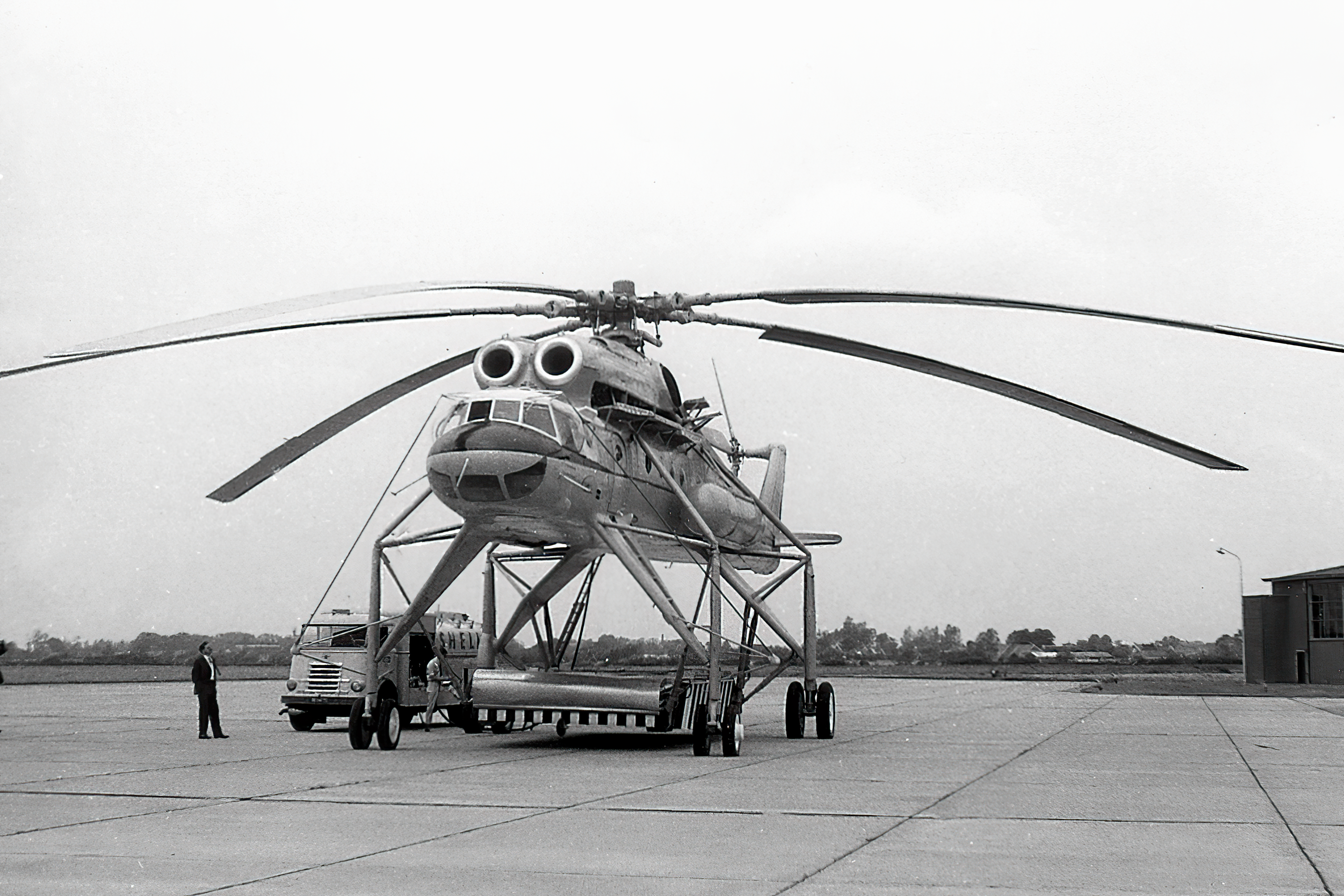
Mil Mi-10 na letišti v Groningenu.
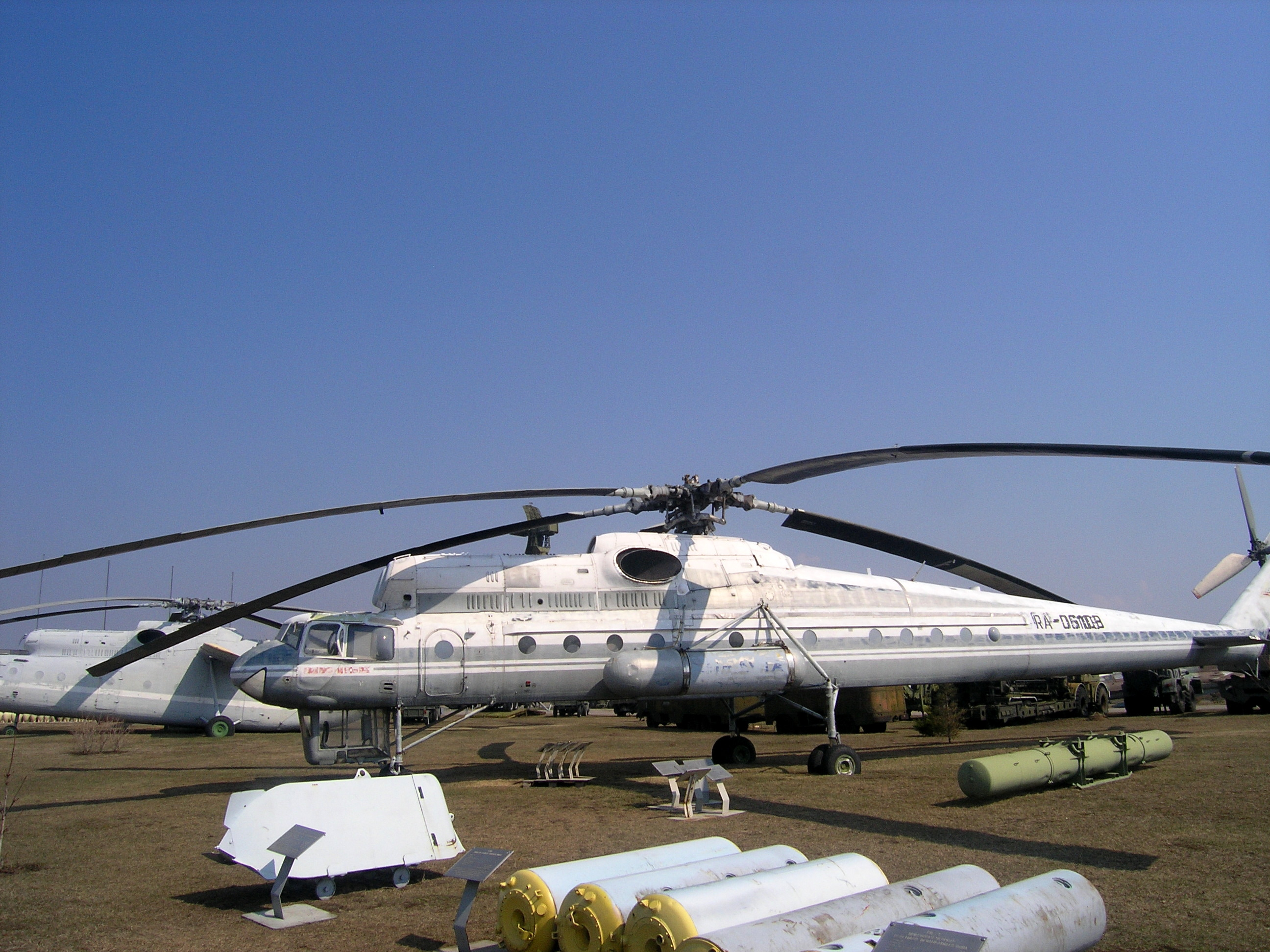
Mil Mi-10K.
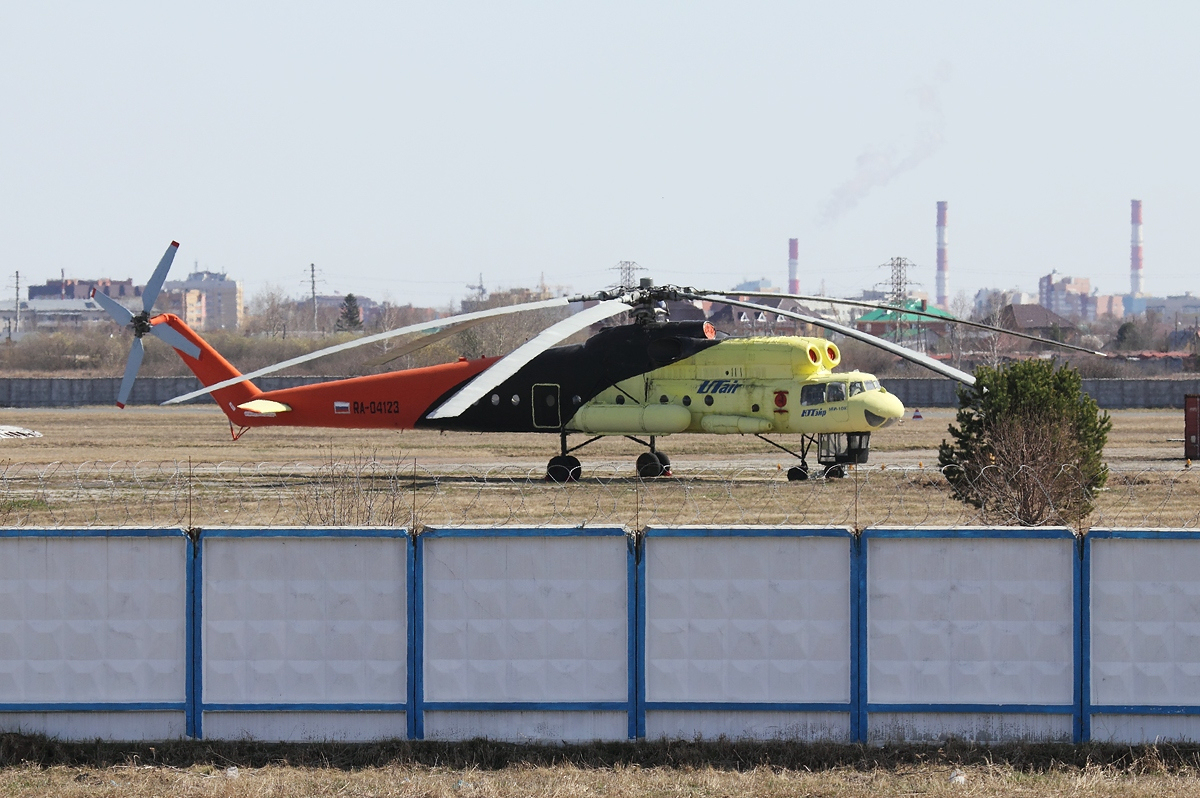
Mil Mi-10K společnosti UTair.